# Theodor Pixis (Maler)

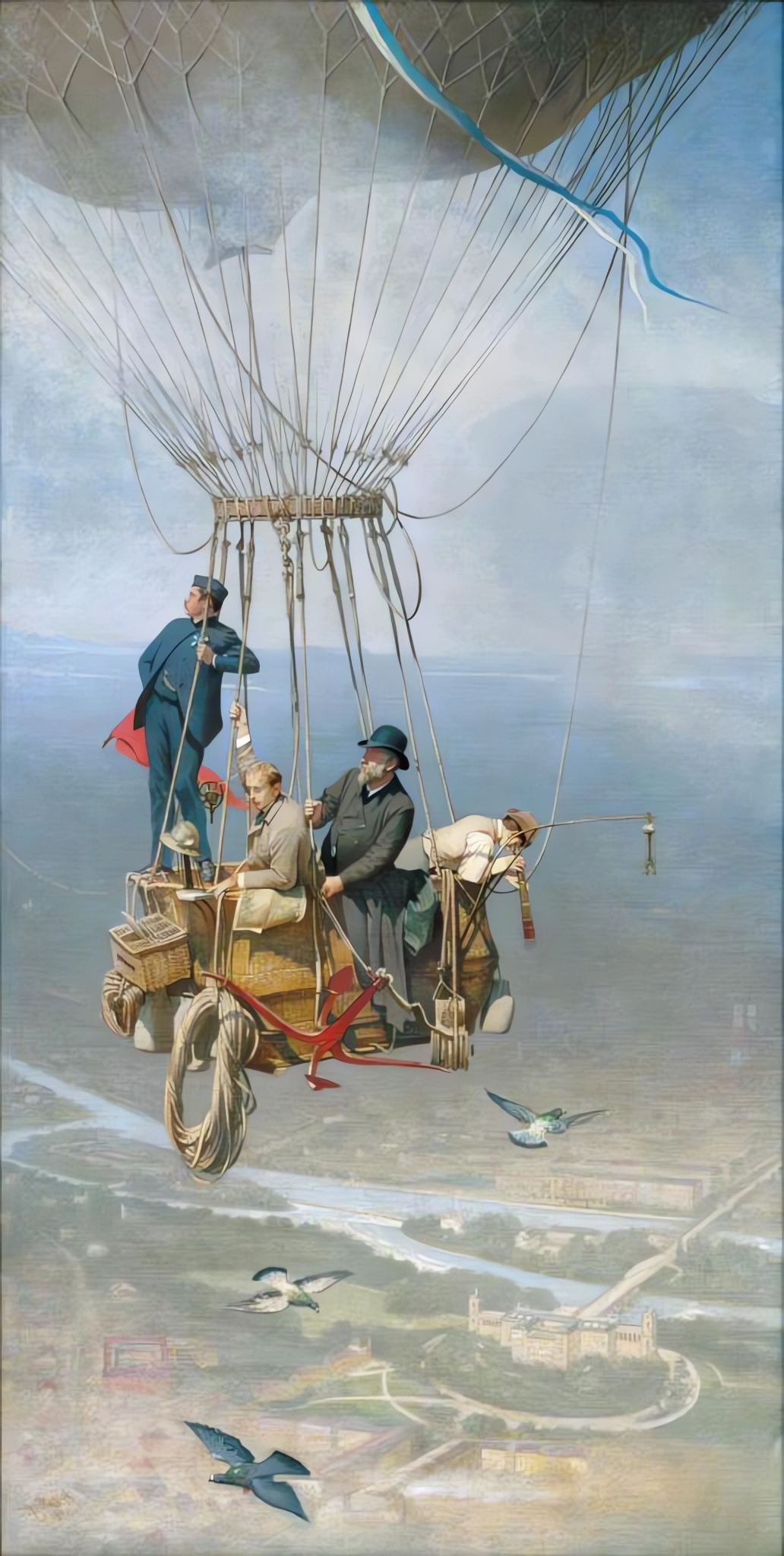
„Tausend Meter über München“, 1890. Ganz links ist Karl von Brug dargestellt, der Begründer der Luftfahrt in Bayern.

Theodor August Ludwig Pixis (* 1. Juli 1831 in Kaiserslautern; † 19. Juli 1907 in Pöcking) war ein deutscher Maler und Zeichner, Illustrator und Radierer.

## Leben und Werk
Theodor Pixis war der Sohn von Friedrich Daniel Pixis (21. Februar 1801 Katzweiler, † 9. Juli 1884 Pöcking) und seiner Frau Luise Franziska Friederike Pixis, geb. Karcher (13. März 1812; † 28. Januar 1879). Der Vater war Generalstaatsprokurator am Kassationshof für die Pfalz in Kaiserslautern und Königlich Bayerischer Oberappelationsgerichtsrat. Er gehörte von 1863 bis 1869 als Abgeordneter für den Wahlbezirk Speyer/Frankenthal dem 21. Landtag in München an. Die Mutter Luise Pixis war die Tochter des Handelsherren und Industriellen Johann Theobald Karcher und seiner Frau Sophie Philippine Karcher, geb. Rettig, aus Kaiserslautern.
Theodor Pixis war seit dem 29. September 1870 mit Melinka Pixis, geb. Henel (14. Januar 1845; † 8. Januar 1923) aus Bad Dürkheim verheiratet. Sie war die Tochter des Steuereinnehmers Karl Wilhelm Henel und seiner Frau Anna Magdalena, geb. Goerg aus Kaiserslautern. Das Ehepaar Theodor und Melinka Pixis hatte vier Söhne: Erwin Pixis (Hofrat, Vorstand des Kunstverein München), die Zwillinge Oskar Pixis (Architekt) und Rudolf Pixis (Dr. jur.) sowie der als Einjähriger verstorbene Karl Pixis.
Nach dem Gymnasialabschluss 1849 am (heutigen) Wilhelmsgymnasium München begann Theodor Pixis ein Jurastudium, das er jedoch bald zu Gunsten der Kunst abbrach. Er wurde Schüler der Maler Arthur Freiherr von Ramberg, Philipp von Foltz und Wilhelm von Kaulbach und debütierte 1854 anlässlich einer Ausstellung mit seinem Werk Coriolanus.
Gefördert und unterstützt durch seine Lehrer ging Pixis 1856 für zwei Jahre nach Italien. Dort studierte er u. a. in Rom die antiken Meister und begeisterte sich an den landschaftlichen Gegebenheiten. Im Herbst 1858 kehrte er nach Deutschland zurück und ließ sich in München nieder. Eines seiner ersten größeren Werke nach seiner Rückkehr war ein Zyklus von Illustrationen zur Gudrunsage.
Ab 1859 war Pixis maßgeblich an der Ausschmückung des Bayerischen Nationalmuseums beteiligt. Auf Wunsch von König Maximilian II. schuf er dafür bis 1861 drei Wandgemälde aus der Geschichte Karls X. und Karls XI. Ab 1862 entstanden in rascher Folge viele – von der Kritik sehr gelobte – Bilder, wie z. B. Calvin bei Servet im Gefängnis, ein Zyklus zu deutschen Volksliedern oder Naturgenuß. Theodor Pixis malte die „Krönung Karl X. Gustav zu Uppsala“ und „König Karl XI. besiegte die Dänen in der Schlacht am Sund“ nach einem Auftrag König Maximilian I. für das heutige Völkerkundemuseum in München. Für den Bruckmann-Verlag in München schuf Pixis drei Bilder für dessen „Schiller-Galerie“ und vier Darstellungen der Jahreszeiten. Das Verlorene Paradies von John Milton illustrierte er ebenso wie eine Mappe Wagner-Galerie.
Auf Wunsch von König Ludwig II. gestaltete Pixis eine Reihe von Federzeichnungen zu den Musikdramen Richard Wagners. Hier bewies er sich als Meisterschüler seiner Lehrer, besonders von Wilhelm von Kaulbach. Seine großen Ölbilder zeigen dagegen mehr den Einfluss der elegant-sentimentalen Art von Arthur von Ramberg. Sowohl König Ludwig II. als auch Henry Hilgard-Villard und Reichskanzler Fürst Otto von Bismarck wurden von Theodor Pixis porträtiert.
Pixis wurde neben seinem künstlerischen Werk auch durch die Erfindung der Pixis-Patentmalerei bekannt. Mit diesem Verfahren, das nach einigen Jahren durch einfachere Methoden verdrängt wurde, konnten mit Hilfe der Fotografie Ölgemälde (alter wie neuer Meister) reproduziert werden.
Wie Wilhelm Busch, Fritz Schwörer und andere Künstler gehörte er dem Verein Jung-München an und war auch dessen Vereinspräsident. Von 1863 bis zu seinem Tod war er Mitglied der Zwanglosen Gesellschaft München.
Im Alter von 76 Jahren starb Theodor Pixis am 19. Juli 1907 in Pöcking.

## Grabstätte und Ehrungen
Die heute eingeebnete Grabstätte von Theodor Pixis befand sich auf dem Alten Südlichen Friedhof in München (Gräberfeld 26 – Reihe 10 – Platz 17).
In München und Kaiserslautern wurde eine Straße nach Theodor Pixis benannt. Auch in Pöcking, wo die Familie ein Landhaus besaß, in dem Friedrich Daniel Pixis wie auch Theodor Pixis verstorben sind, gibt es eine Pixisstraße.

## Werke
- Coriolanus (1854)
- Calvin bei Servet im Gefängnis (1861)
- Naturgenuß
- Abfahrt zur Hochzeitsreise, undatiert, Leinwand, 73 cm × 55 cm, Städtische Galerie im Lenbachhaus, München[14]
- Vor dem Ball
- Nach dem Ball
- Die Zigeunerbeute
- Kirchgang der Hotzen (1870)[15]
- Der Thespiskarren in der Klemme (1873)
- Ankunft wandernder Schauspieler (1876)
- Glückliche Fahrt auf dem Starnberger See
- Aufbahrung des toten Siegfried (1877), Bayerische Staatsgemäldesammlungen[16]
- Aus der Gudrun-Sage, (1880), Städtische Galerie im Lenbachhaus, München[17]